# Desportiva Perilima de Futebol Ltda
Desportiva Perilima de Futebol Ltda. é uma agremiação esportiva de Campina Grande, no estado da Paraíba, fundada a 8 de setembro de 1992.

## História
Pertence a uma fábrica de sordas, bolachas de trigo e rapadura. Só veio participar de um Campeonato Paraibano profissional no ano de 1998, com o elenco inicialmente formado pelos funcionários da empresa, incluindo seu dono, Pedro Ribeiro Lima (técnico e atacante da equipe).
No primeiro turno do campeonato da Segunda Divisão paraibana, o time ficou na lanterna, somando apenas 1 ponto. O que não abateu a equipe, que, no dia 27 de setembro, conseguiu sobre o Serrano de Serra Redonda a primeira vitória de sua história, com o placar de 2 a 0. Conseguindo uma recuperação épica, a equipe se classificou para a grande final do quadrangular, depois de vencer o Cruzeiro de Itaporanga com o placar de 1 a 0. Gol marcado pelo meia Beto, e novamente tendo no seu caminho o Serrano. Desta vez, o Perilima foi superado, ficando apenas com o vice-campeonato, o que valeu a promoção para a Primeira Divisão estadual.

### Estreia na elite
A estreia do Perilima no Campeonato Paraibano da Primeira Divisão foi um tanto desastrosa, sendo goleado pelo Nacional de Patos por 5 a 0, fora de casa. A equipe amargurou a última posição de seu grupo, regressando para a Segunda Divisão estadual em 2000. Novamente conquistou um vice-campeonato da competição, porém sem direito a ter acesso à elite desta vez, permanecendo na divisão inferior por mais uma temporada.

### Ressurgimento
Em 2001, desta vez com o nome de Esporte Clube Perilima, conquistou novamente um acesso e um vice-campeonato da Segunda Divisão estadual, o que fez a Águia de Campina Grande voltar a elite estadual no ano de 2002, ano em que o time conseguiu seu melhor desempenho em estaduais da Primeira Divisão paraibana, até então. O Perilima ficou na 12ª posição num campeonato de 15 equipes, e se mantendo de forma inédita por mais de um ano consecutivo na Primeira Divisão.

### Declínio e volta aos gramados
No ano de 2003, novamente com a nomenclatura de Associação Desportiva Perilima, ironicamente a equipe voltou a ter um mau desempenho no campeonato, ficando na lanterna, apesar do grande desempenho da sua dupla de atacantes formadas por Nego Pai e Edmar, que foi autor de 12 gols na edição.

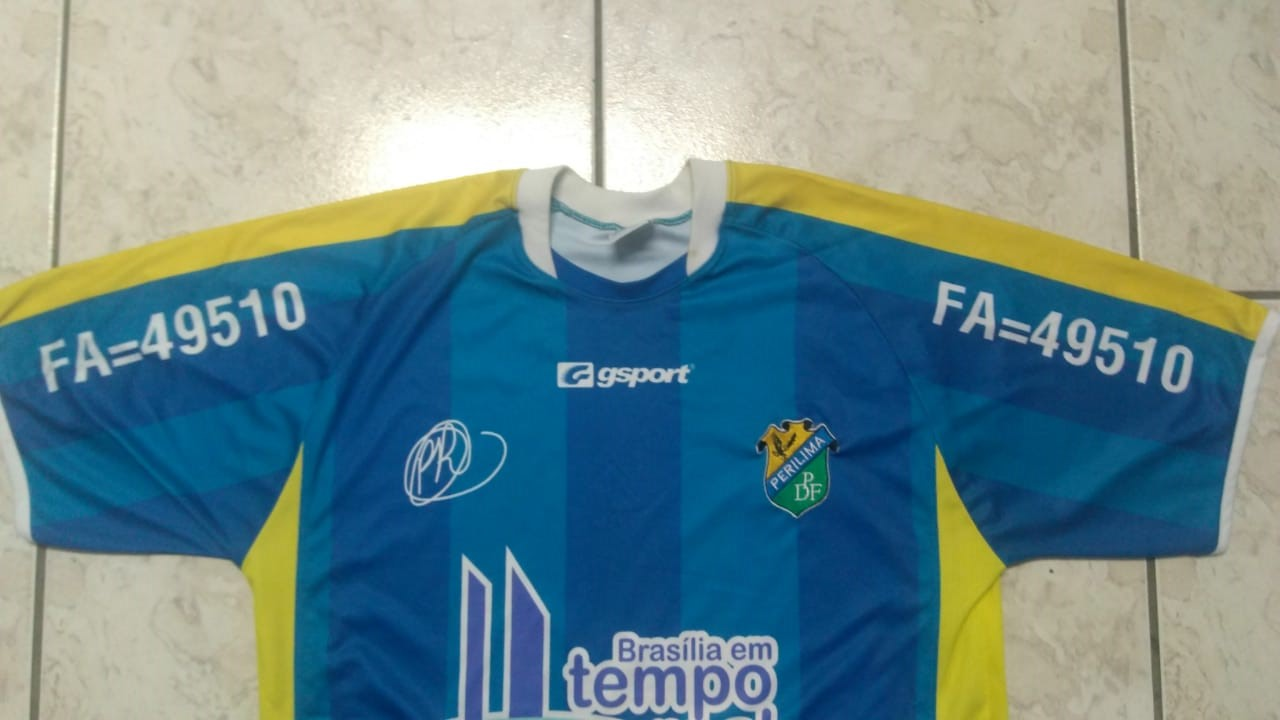
Camiseta histórica da Perilima de 2011, com menção ao patrocínio da comunidade do Orkut "Futebol Alternativo" nas mangas (FA=49510 era o código da comunidade no Orkut).

Desde então, a equipe vinha acumulando acessos e rebaixamentos, conseguindo mais dois vice-campeonatos da segundona estadual (nomeada agora como Troféu Chico Bala) em 2004 e 2006.
Em 2007, voltou a participar da Primeira Divisão estadual sem, contudo, obter sucesso. Acabou sofrendo goleadas históricas e retornando à Segunda Divisão do Campeonato Paraibano.
Passando por vários problemas financeiros e sem receber 100 mil reais que  a federação paraibana havia prometido a todos os clubes da primeirona da Paraíba, a Perilima viveu uma grave crise financeira. Com isso, uma nobre atitude da comunidade Futebol Alternativo no Orkut, arrecadou dinheiro para ajudar a equipe a se reerguer.
Depois de sete anos em inatividade, a Perilima foi confirmada entre os 12 clubes participantes da Segunda Divisão estadual. Pedro Ribeiro de Lima seguiu alternando funções de presidente e jogador da "Águia", aos 66 anos de idade, o que fez dele o atleta profissional mais velho em atividade no futebol.
Em 2017, a Perilima voltou aos gramados, novamente para jogar a Segunda Divisão. Pedro Ribeiro, presidente-jogador da equipe, foi inscrito como atleta aos 68 anos de idade, porém um suposto veto da CBF sobre a idade máxima de um futebolista profissional impediu que ele pudesse jogar. A entidade negou a proibição, já que no regulamento não existe um texto específico que trate do assunto./
Na temporada 2018, a Águia teve a melhor campanha na primeira fase da Segunda Divisão, não perdendo nenhum jogo. Porém, a campanha, que terminou com o vice-campeonato após derrota por 4 a 2 para o Esporte de Patos - a única sofrida pelo clube na competição - e vitória por 2 a 1 em Campina Grande (no agregado, 5 a 4 para o clube patoense) foi prejudicada após uma denúncia do Sport Lagoa Seca, que acusou o clube de ter usado o meio-campista Brenno Yuri de forma irregular - embora tivesse 20 anos (idade-limite para os atletas amadores), o jogador nasceu em 1997, o que não é permitido pelo regulamento.
Em 2021 foi rebaixada no Campeonato Paraibano. Em 2023 desistiu da disputa do Campeonato Paraibano da Segunda Divisão.

## Campanhas de destaque

### Estaduais
- Vice-Campeonato Paraibano - 2ª Divisão: 6 vezes (1998, 2000, 2001, 2004, 2006 e 2018)

## Ídolos
| - Edmar - João Lima - Naldo - Nego Pai | - Pedro Ribeiro Lima - Santos - Renato Batista - Marcelinho Paraíba |